# Provincia di Lang Son
Lang Son (vietnamita: Lạng Sơn) è una provincia del Vietnam, della regione di Dong Bac. Occupa una superficie di 8.327,6 km² e ha una popolazione di 781.655 abitanti. 
La capitale provinciale è Lạng Sơn. 

## Distretti
Di questa provincia fanno parte la città di Lạng Sơn e i distretti di:
- Bắc Sơn
- Bình Gia
- Cao Lộc
- Chi Lăng
- Đình Lập
- Hữu Lũng
- Lộc Bình
- Tràng Định
- Văn Lãng
- Văn Quan